# Tangmi

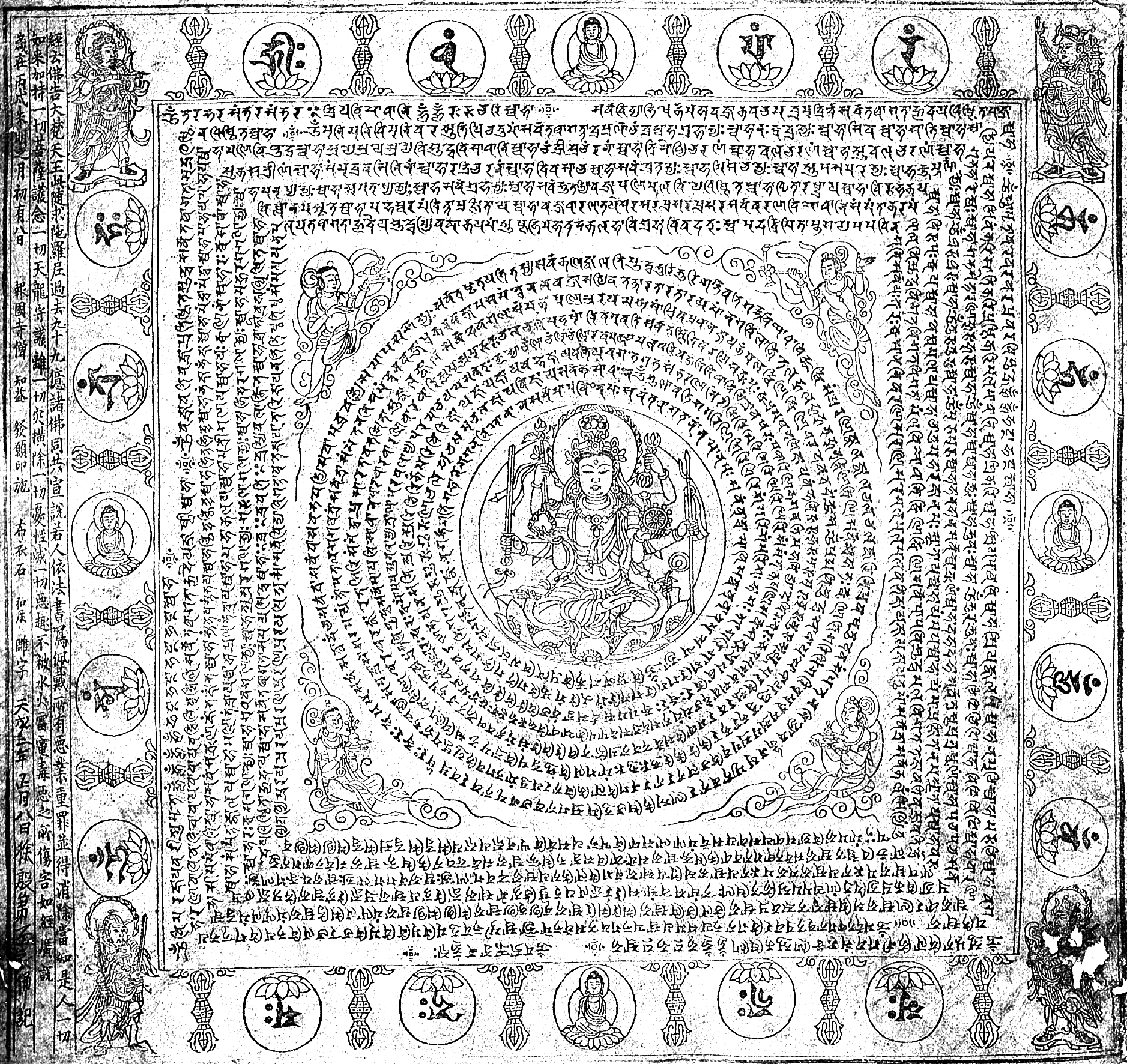
A Sziddham ábécé kínai használata egy mantrához - 927-ből

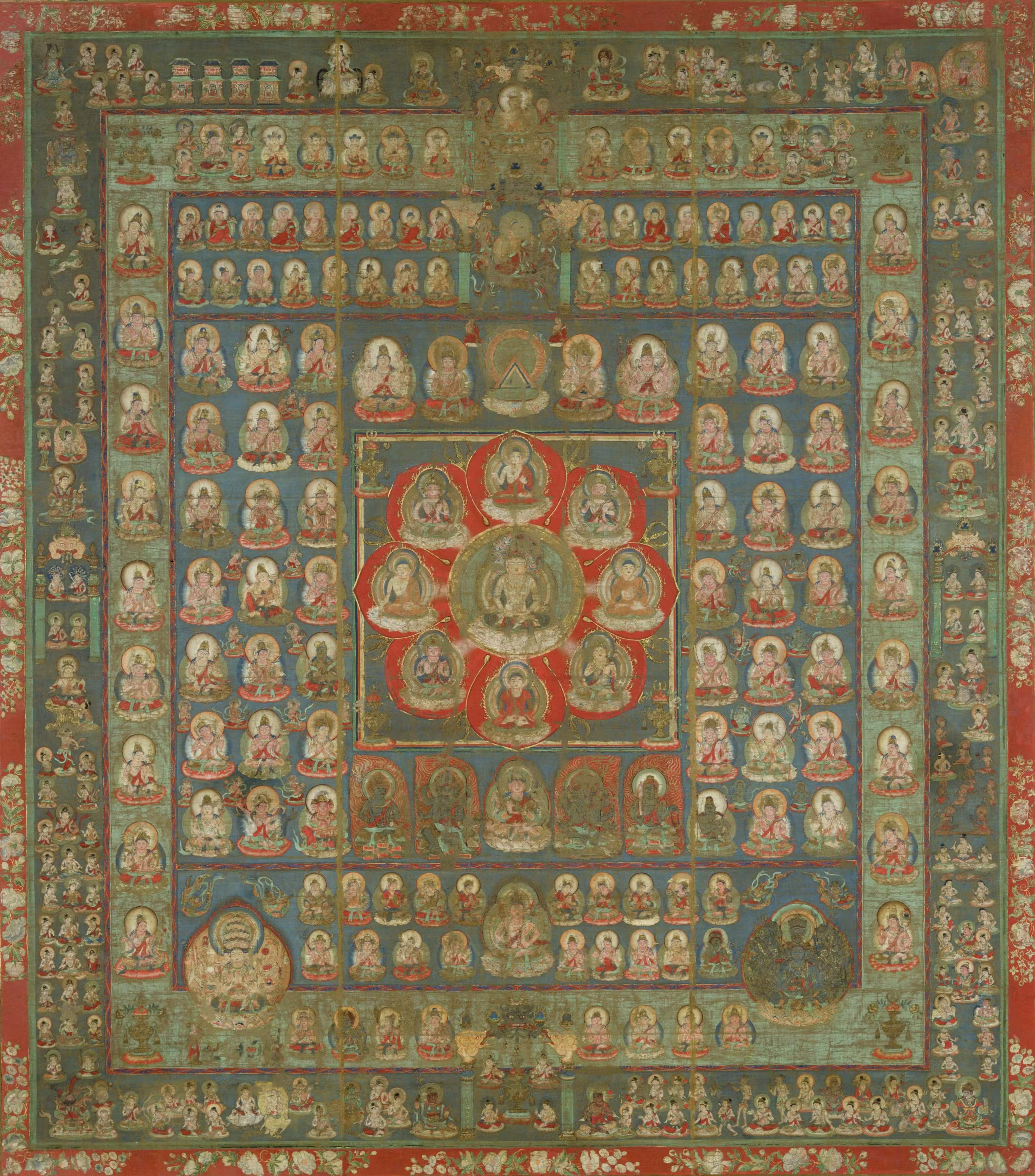
A Méhbirodalom mandala, amelyet Subhakaraszimha indiai szerzetes tanításaihoz használtak a Mahávairócsana tantra szövegeiben. A kép közepén Vairócsana mennyei buddha található.

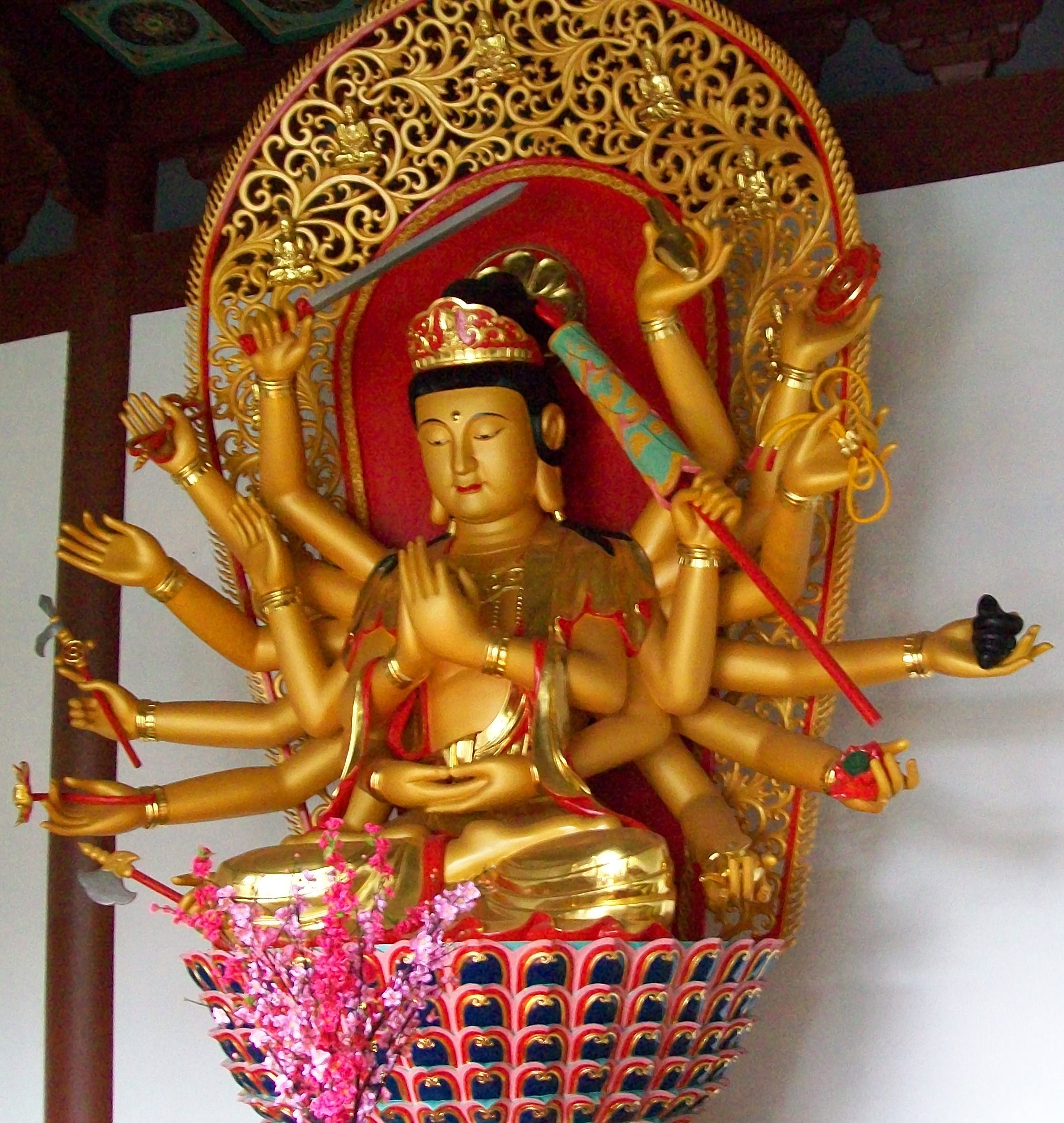
A mahájána buddhizmusban imádott Csundí bodhiszattvával kapcsolatos ezoterikus gyakorlatok ma is népszerűek a kínai buddhizmusban és Kelet-Ázsiában.

A Tangmi (kínai: 唐密, pinjin: Tángmì) a vadzsrajána buddhizmus hagyományaira vonatkozik, amelyeket Tang-dinasztia idejében gyakoroltak a kínai emberek. Ezeket a hagyományokat Hancsuan Micung-nak (hagyományos kínai: 漢傳密宗) is nevezik, amely az ezoterikus iskola "han kínai transzmissziója."

## Áttekintés
Kínában és a nagyszámú kínai lakossággal rendelkező országokban (mint Tajvan, Malajzia és Szingapúr gyakran nevezik a kínai ezoterikus buddhizmust tangmi-nak (唐密 - "Tang-dinasztia ezoterika") Han-csuan Mi-cung-nak (漢傳密宗 - "A han transzmisszió titkos buddhizmusa", röviden: Hànmì 漢密), vagy Dōngmì (kínai: 東密) "Keleti ezoterizmus"). Általánosabb értelemben a kínai mi-cung (kínai: 密宗 - "ezoterikus vallás") kifejezést használják leggyakrabban az ezoterikus buddhizmus bármely formájára.
Ezen a hagyományok tanai többé-kevésbé megegyeznek a singon buddhizmus tanaival. Sok követő utazik Japánba, hogy ott a Kója-hegynél kaphasson beavatást.

## Története
Az ezoterikus tanítások ugyanazt az utat követték Kína északi területeire, mint maga a buddhizmus, a selyemúton keresztül, a 7. század első felében, a Tang-dinasztia idején. Az ezoterikus mantrajána gyakorlatok Indiából érkeztek akkor, amikor a buddhizmus fénykorát élte Kínában és a Tang császárok támogatása mellett virágzott. Ebben a korban hatalmas tanítómesterek érkeztek Indiából Kínába:
1. Subhakaraszimha (637–735)
2. Vadzsrabodhi (671–741)
3. Amoghavadzsra (705–774)

Ez a három mester tette rendkívül népszerűvé az ezoterikus tanításokat Kínában. A kor két legfőbb forrásszövege a Mahávairócsana tantra és a Tattvaszamgraha tantra voltak. A kínai nyelvű hagyományokban ma is él ezen szövegek hagyománya. Ezek tanításai hozzávetőlegesen egyeznek a singon buddhizmus tanaival.
A Tang-dinasztia idején az ezoterikus módszerek természetes módon ágyazódtak be a kínai buddhizmusba. Subhakaraszimha legkiemelkedőbb tanítványa, Ji Csing (kínai: 一行) a csan buddhizmusban is jártas volt. A kínai buddhizmusban jelentősen nem különböztek az exoterikus és ezoterikus gyakorlatok és a csan északi iskolája például közismerten használta a dháraník és a mantrák gyakorlatát. Ennek ellenére a buddhista ezoterikus gyakorlatok szinte teljesen eltűntek Kínából a nagy buddhista-üldözés idején.
A Jüan-dinasztia idején a mongol uralkodó hivatalos vallássá tette a vadzsrajána buddhizmust Kínában és tibeti lámákat vett pártfogásába udvarában. Az általános vélekedés szerint ez a lámák és a tantra korrupciójához vezetett. Amikor a mongol Jüan-dinasztiát letaszították a trónjáról és létrejött a Ming-dinasztia, a lámákat elzavarták az udvartól és a vadzsrajána buddhizmust betiltották.
A császári Kína kései időszakában a tangmi korai hagyományait még mindig aktívan őrizték a buddhista közösségekben. A csundí gyakorlása rendkívül népszerű volt mind a közemberek, mind az elit számára.

## További olvasmányok
- McBride, Richard D. (2008). The mysteries of body, speech, and mind: The three esoterica (sanmi) in medieval Sinitic Buddhism - Buddhista Tudományok Nemzetközi Szövetsége 29 (2), pp. 305–355